# پلنگ تپه
پلنگ تپه در شهرستان علی‌آباد، بخش مرکزی، روستای حکیم آباد واقع شده و این اثر در تاریخ ۲۷ مرداد ۱۳۸۲ با شمارهٔ ثبت ۹۷۵۸ به‌عنوان یکی از آثار ملی ایران به ثبت رسیده است.